# Asterix i Obelix kontra Cezar
Asterix i Obelix kontra Cezar (fr. Astérix et Obélix contre César, niem. Asterix & Obelix gegen Caesar, wł. Asterix e Obelix contro Cesare) – francusko-niemiecko-włoska komedia z 1999 roku w reżyserii Claude’a Zidi. Pierwszy film fabularny oparty na serii słynnych francuskich komiksów René Goscinnego i Alberta Uderzo, którego pierwsza część ukazała się w 1959 roku, o przygodach Gala Asteriksa oraz jego wiernego przyjaciela Obeliksa.

## Fabuła
Rok 50 p.n.e. W podbitej przez Rzymian Galii tylko jedna wioska stawia zaciekły opór najeźdźcom, odpierając ich kolejne ataki. Jej mieszkańcy są niezwyciężeni, gdyż po spożyciu magicznego napoju przygotowywanego przez druida Panoramiksa (Claude Piéplu) nabierają nadludzkiej siły. Pewni swojej przewagi mieszkańcy osady ignorują także obowiązek płacenia podatków na rzecz okupanta. Lucius Dwulicus (Roberto Benigni), gubernator prowincji, i Kajus Pięknus (Jean-Pierre Castaldi), dowódca wojsk, nie wspomnieli dotąd o buntowniczej wiosce Juliuszowi Cezarowi (Gottfried John). Ten, na czele swojej armii zmierza właśnie na podbój Bretanii. Rzymianie odkrywają w końcu sekret mocy autochtonów. Galowie mają zaś własne problemy, gdyż do osady przybywa fałszywy Wróżbita, któremu wierzą wszyscy prócz Asteriksa. Ludzie Dwulicusa porywają Panoramiksa, by następnie wydobyć od niego przepis na magiczny napój. Przebiegły gubernator, chce zdobyć magiczny napój. Zamierza bowiem pokonać cezara i objąć rządy nad imperium. Asterix (Christian Clavier) i Obelix (Gérard Depardieu), najdzielniejsi wojownicy z całej wioski, ruszają Panoramiksowi na pomoc.
W filmie możemy zobaczyć rozgromienie Rzymian przez Galów, porwanie Panoramiksa, Asteriksa jako skazańca, który musi zmierzyć się z lwami, wężami, krokodylami, pająkami i słoniem w rzymskim cyrku itp.
W filmie wykorzystano wątki z albumów: Przygody Gala Asteriksa, Asteriks i Goci, Asteriks Legionista, Asteriks i Kociołek, Wróżbita.

## Obsada
- Christian Clavier – Asteriks
- Gérard Depardieu – Obeliks
- Roberto Benigni – Dwulicus
- Michel Galabru – Asparanoiks
- Claude Piéplu – Panoramiks
- Daniel Prévost – Gaduliks
- Pierre Palmade – Kakofoniks
- Laetitia Casta – Falbala
- Sim – Długowieczniks
- Marianne Sägebrecht – Dobromina
- Gottfried John – Juliusz Cezar
- Jean-Pierre Castaldi – Gajus Pięknus
- Hardy Krüger Jr. – Tragikomiks

## Gra komputerowa
W kwietniu 2000 premierę miała komputerowa gra zręcznościowa pt. Aster i Obelix kontra Cezar, którą wyprodukowało studio Cryo Interactive. Fabuła gry jest luźno oparta na fragmentach filmu. Gra zebrała chłodne recenzje od krytyków, który skarżyli się m.in. na monotonną rozgrywkę. W grudniu 1999 gra rozeszła się w przedsprzedaży w 200 tys. egzemplarzy, a w kwietniu 2000 liczba ta wzrosła do 300 tys. sprzedanych sztuk.